# Sense perdó
Sense perdó (títol original en anglès Unforgiven) és una pel·lícula estatunidenca dirigida per Clint Eastwood estrenada el 1992 i doblada al català.

## Argument
L'acció té lloc el 1880, a Big Whisky, una petita ciutat de Wyoming. Delilah, una prostituta, és desfigurada amb un ganivet per un client ebri després que ha esclatat a riure davant el seu penis. El xèrif de la ciutat, «Little Bill» Daggett, un antic assassí que fa regnar l'ordre a la ciutat, imposa al culpable una multa de set cavalls a lliurar al proxeneta. Les prostitutes de la casa tancada, indignades per la clemència del xèrif, reuneixen 1.000 dòlars i els prometen a qui mati el culpable i el seu còmplice.
Lluny d'allà, en una granja aïllada, William Munny, assassí penedit de sinistra reputació, cria sol el seu fill i la seva filla i intenta assegurar el dia a dia des de la mort de la seva dona Claudia. Claudia va morir de sífilis dos anys abans i va treure el seu marit de l'alcohol i de la seva vida violenta. Quan el Kid de Schofield, aprenent d'assassí tan miop com inexpert, li proposa associar-se per endur-se la recompensa, Munny, al principi, refusa. Però, necessitant aquests diners, agafa la seva carrabina i el seu revòlver per unir-se a Kid. De camí, convenç el seu amic i antic comparsa Ned Logan de seguir-lo. Logan, abans molt hàbil amb la seva Spencer i que coneix totes les atrocitats que ha perpetrat Munny, s'ha convertit en un tranquil granger. Sota la mirada desaprovadora de la dona de Logan, marxen, agafen el Kid de Schofield i s'associen amb ell, tot fixant-se molt de pressa en les seves febles capacitats.

## Repartiment
- Clint Eastwood: William Munny
- Gene Hackman: Little Bill Daggett
- Morgan Freeman: Ned Logan
- Richard Harris: English Bob
- Jaimz Woolvett: Kid de Schofield
- Frances Fisher: Strawberry Alice
- Anna Thomson: Delilah Fitzgerald
- Saul Rubinek: W.W. Beauchamp

## Comentaris
Quan Clint Eastwood ja era considerat un autor per part de la crítica va rebre la definitiva consagració dins de la indústria amb els quatre Oscars obtinguts amb aquest western crepuscular. En paraules del director mateix: «El film és una reflexió sobre la violència i les conseqüències que pot generar, no només per a les víctimes sinó també per als executors». Gene Hackman interpreta Bill Dagget, un expistoler convertit en xèrif que aplica la seva pròpia llei amb un gust desmesurat per l'abús de poder. Un personatge carregat de matisos que li va valer l'Oscar al millor actor de repartiment i un dels millors papers de la seva vida.

## Al voltant de la pel·lícula
- Per a un cost de producció de 35.000.000 dòlars, la pel·lícula ha portat 101.157.447 dòlars només als Estats Units i 58.000.000 dòlars de recaptacions a tot el món.[3]
- Els crèdits acaben amb Dedicated to Sergio and Do, en homenatge als mentors del cineasta, Sergio Leone i Don Siegel.
- El guió de la pel·lícula existia feia 20 anys i Gene Hackman, a qui li agradava, s'havia negat a interpretar-la. Va ser finalment Clint Eastwood qui va aconseguir fer-lo canviar d'opinió.
- La pel·lícula va ser rodada en 39 dies. La petita ciutat de Big Whiskey havia estat construïda abans en un temps relativament curt (2 mesos).
- La seqüència del tren va ser rodada a Sonora a Califòrnia on una via fèrria del segle xix és sempre operativa. Les altres seqüències van ser rodades a Alberta.
- Es tracta del tercer western que va guanyar l'Oscar a la millor pel·lícula, els dos altres van ser Cimarron (1931) i Ballant amb llops (1990).
- Les botes que Eastwood porta a la pel·lícula són les mateixes que portava en la sèrie de televisió Rawhide. Formen ara part d'una col·lecció privada.
- Els nens Munny es diuen Will i Penic, una referència a la pel·lícula Will Penny, el solitari on un cowboy va a socórrer una vídua i els seus dos fills.
- William Munny era un dels malnoms que tenia Billy el Nen. La pel·lícula pot suggerir que el personatge interpretat per Clint Eastwood és un Billy the Kid antiquat que hauria sobreviscut l'afusellament de Pat Garrett.

## Premis i nominacions

### Premis
- 1993: Oscar a la millor pel·lícula
- 1993: Oscar al millor director per Clint Eastwood
- 1993: Oscar al millor actor secundari per Gene Hackman
- 1993: Oscar al millor muntatge per Joel Cox
- 1993: Globus d'Or al millor director per Clint Eastwood
- 1993: Globus d'Or al millor actor secundari per Gene Hackman
- 1993: BAFTA al millor actor secundari per Gene Hackman

### Nominacions
- 1993: Oscar al millor actor per Clint Eastwood
- 1993: Oscar al millor guió original per David Webb Peoples
- 1993: Oscar a la millor fotografia per Jack N. Green
- 1993: Oscar a la millor direcció artística per Henry Bumstead i Janice Blackie-Goodine
- 1993: Oscar al millor so per Les Fresholtz, Vern Poore, Rick Alexander i Rob Young
- 1993: Globus d'Or a la millor pel·lícula dramàtica
- 1993: Globus d'Or al millor guió per David Webb Peoples
- 1993: BAFTA a la millor fotografia per Jack N. Green
- 1993: BAFTA al millor director per Clint Eastwood
- 1993: BAFTA a la millor pel·lícula
- 1993: BAFTA al millor guió original per David Webb Peoples
- 1993: BAFTA al millor so per Alan Robert Murray, Walter Newman, Rob Young, Les Fresholtz, Vern Poore i Rick Alexander